# Maiduguri egyházmegye
A Maiduguri egyházmegye (latinul: Maidugurien(sis)) egy nigériai egyházmegye, melynek Maiduguri a püspöki szévárosa. A Josi főegyházmegye szuffragán egyházmegyéje.

## Története
1953. június 29-én alapították Maiduguri apostoli prefektúra néven a Josi apostoli prefektúra területéből való leválasztással. 1966. június 7-én emelték egyházmegyei rangra.

## Főbb templomok
Az egyházmegye székesegyháza a Szent Patrik-székesegyház Maiduguriban.

## Püspökök
- Maiduguri püspökeiː
  - Oliver Dashe Doeme püspök (2009. június 6. (kinevezve) - )
  - Matthew Man-oso Ndagoso (2003. február 28.- 2007. november 16-án kinevezve  a Kadunai főegyházmegye érsekévé)
  - Senan Louis O’Donnell püspök, O.S.A. (1993. szeptember 18. – 2003. február 28.)
  - James Timothy Kieran Cotter püspök, O.S.A. (1966. június 07. – 1988. március 15.)
- Maiduguri apostoli prefektusaː 
  - James Timothy Kieran Cotter püspök, O.S.A. (1962. július 05. – 1966. június 07.)

## Sources
- GCatholic.org
- Catholic Hierarchy

## Fordítás
Ez a szócikk részben vagy egészben  a   Roman Catholic Diocese of Maiduguri című angol Wikipédia-szócikk fordításán alapul.  Az eredeti cikk szerkesztőit annak laptörténete sorolja fel. Ez a jelzés csupán a megfogalmazás eredetét és a szerzői jogokat jelzi, nem szolgál a cikkben szereplő információk forrásmegjelöléseként.